# Lancia Diota
Lancia Diota es un camión de carga fabricado por la marca italiana Lancia Veicoli Industriali como transporte de materiales y personas según la configuración. Fue lanzado para uso militar y luego civil entre 1915 y 1920.

## Características principales
Construido exclusivamente como base (chasis y conjunto trasmisión motor) para camiones. El modelo montaba el robusto motor de 4 cilindros en línea de 4.9 litros de cilindrada y 70 hp de potencia y una velocidad máxima declarada de 65 km/h, motor que compartía con su hermano menor el Lancia Jota. El Jota continuaría su producción hasta 1920, especialmente destinada al ensamblaje de vehículos de carga de materiales, fabricándose 168 ejemplares en total.